# Мать (фильм, 1919)
Мать — советский немой художественный фильм режиссёра Александра Разумного, снятый в 1919 году. Первая экранизация одноимённого романа Алексея Максимовича Горького. Премьера фильма состоялась 1 мая 1920 года. Фильм сохранился не полностью.

## Сюжет
Фильм показан отрывками. В сюжетную канву картины включены все основные эпизоды повести: болезнь и смерть отца; первая субботняя сходка на квартире Павла; обыск и арест Павла; распространение матерью листовок на фабрике; возвращение Андрея и Павла из тюрьмы; первомайская демонстрация; второй арест Павла и переезд матери в город к Николаю Ивановичу; посещение матерью и Софьей дегтярников; смерть и похороны Егора; последнее свидание матери с Павлом в тюрьме; суд; гибель матери на вокзале.

## Съёмочная группа
- Режиссёр — Александр Разумный
- Сценарист — М. Ступина
- Операторы — Александр Левицкий
- Художник — Владимир Егоров

## В ролях
- Лидия Сычёва — Пелагея Ниловна Власова
- Иван Берсенев — Павел Михайлович Власов
- Александр Чебан — Михаил Власов
- Александр Орлов — Андрей Онисимович Находка
- Владимир Карин — Николай Иванович
- Георгий Сарматов — Егор Иванович
- А. Франческетти — Саша
- Ольга Оболенская — Людмила
- Я. Волженин — Рыбин